# Lech Dyblik
Lech Dyblik (ur. 30 sierpnia 1956 w Złocieńcu) – polski aktor teatralny, filmowy i telewizyjny, pieśniarz.

## Życiorys

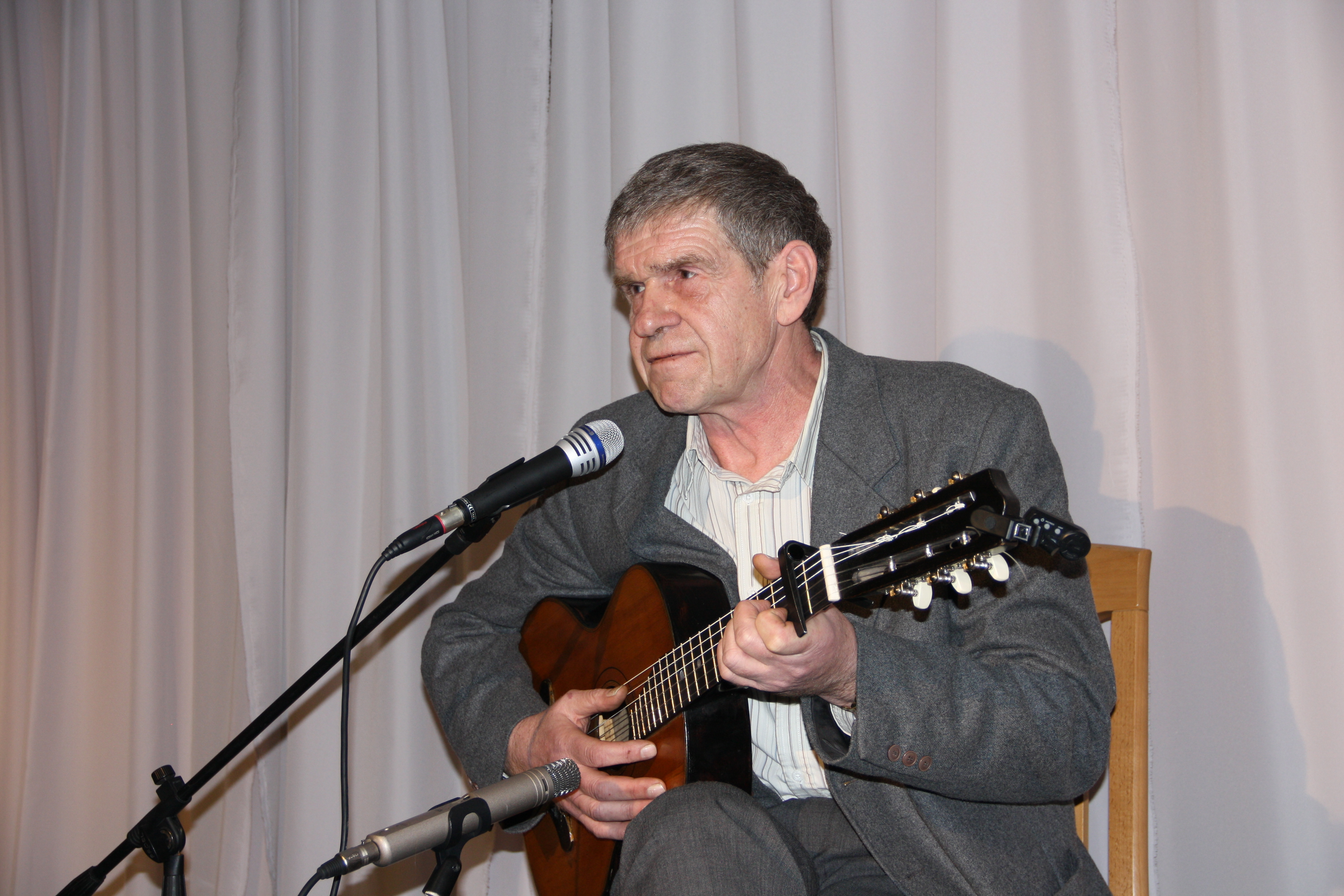
Lech Dyblik podczas występu w Złocieńcu w 2013 r.

W 1981 r. ukończył studia na PWST w Krakowie, uzyskując dyplom w 1983 r. W latach 1981–1987 był zatrudniony w Teatrze Narodowym w Warszawie.
W latach 2010–2021 grał postać złomiarza-filozofa Kazimierza Badury w serialu komediowym Świat według Kiepskich, w którym to wcześniej grał różne role epizodyczne.
W 2011 roku wydał płytę pt. Bandycka dusza, zaś w 2012 Dwa brzegi. Pod koniec 2014 roku wystąpił w teledysku do piosenki Sławomira Zapały „Megiera” zaś dwa lata później w teledysku Arka Zawilińskiego do utworu PKS Song.

## Życie prywatne
Był uzależniony od alkoholu. Mieszka w Łodzi. Ma młodszego brata, Pawła, który wystąpił wraz z nim w 2010 w trzech odcinkach serialu Świat według Kiepskich. Ma trzy córki.

## Filmografia
- Ślad na ziemi (1978) jako robotnik Romała
- Noc poślubna w biały dzień (1982) jako Olak
- Popielec (1982) jako Walerek
- Na krawędzi nocy (1983) jako Sawicki
- Tanie pieniądze (1986) jako majster
- Kroll (1991) jako kolega Wiadernego
- Cynga (1991)
- Wiatr ze wschodu (Vent d’est, 1992) jako Aleksandr Wiktorowicz Krasow, żołnierz Smyslowskiego
- Psy 2. Ostatnia krew (1994) jako goryl Sawczuka
- Pułkownik Kwiatkowski (1995) jako kapitan Stefańczuk, komendant wiejskiego UB
- Cwał (1995) jako sąsiad ciotki Idalii
- Cyrkowa pułapka (1995) jako Stefan
- Kratka (1996) jako sprzedawca żetonów
- Krok (1997) jako docent
- Kiler (1997) jako Wstrętny
- W krainie Władcy Smoków (Spellbinder: Land of the Dragon Lord, 1997) jako pracownik
- Rozwód, czyli odrobina szczęścia w miłości  (1997)
- Ognisty jeździec (Feuerreiter, 1998)
- Amok (1998) jako „Suchy”, człowiek „Bryły”
- Trzy szalone zera (1999) jako Kwas
- 4 w 1 (1999) jako Lutek
- Ogniem i mieczem (1999) jako Tatarczuk
- Prawo ojca (1999) jako pijany chłop
- Pan Tadeusz (1999) jako szlachcic
- Bajland (2000) jako człowiek z zegarem
- Człowiek wózków (2000) jako koncertowy rowerzysta
- Skarb sekretarza (2000) jako mafioso Boria
- Ogniem i mieczem (2000) jako Anton Tatarczuk
- Nieznana opowieść wigilijna (2000) jako menel
- Pieniądze to nie wszystko (2001) jako syn rencistki
- Wtorek (2001) jako Byzio
- Wiedźmin (2001) jako Kozłolud (Torque)
- Przedwiośnie (2001) jako recepcjonista w Hotelu Europejskim
- Kameleon (2001) jako kierujący traktorem
- Kameleon (2001) jako drwal
- Gwałt (2001) jako drwal #1
- Król przedmieścia (2002) jako Czesław „Hegemon”, wódz bractwa
- To tu, to tam (2002) jako pan Paweł
- Zemsta (2002) jako Śmigalski
- Jest sprawa... (2002) jako mafioso Boria
- Julia wraca do domu (Julie Walking Home, 2002) jako Szalony
- Miss mokrego podkoszulka (2002) jako aresztant
- Superprodukcja (2002) jako krytyk w okularach
- Cudzoziemiec (The Foreigner, 2003) jako Brian
- Zerwany (2003) jako palacz w domu dziecka
- Show (2003) jako Euzebiusz
- Cudownie ocalony (2004) jako lekarz
- Pręgi (2004) jako grabarz I
- Wesele (2004) jako wujek Edek
- Teraz ja (2005)
- Dziki 2: Pojedynek (2005) jako „Smutny”, ochroniarz „Ptasiora”
- Olek (2005) jako Munio
- Przybyli ułani (2005) jako robotnik zawieszający tablicę
- Wszyscy jesteśmy Chrystusami (2006) jako pracownik szpitalnego prosektorium
- Letnia miłość (Summer love, 2006) jako Zezowaty
- Dublerzy (2006) jako wędkarz
- Dublerzy (serial) (2006) jako wędkarz
- Wojna i pokój (2007) jako Tichon, lokaj księcia Bołkońskiego
- Dom zły (2009) jako Zajdel
- Handlarz cudów (2010) jako pacjent
- Belcanto (2010) jako milicjant
- Świat według Kiepskich (2010–2021) jako Kazimierz Badura
- Pierwsza miłość (od 2010) jako Roman Kłosek, ojciec Eweliny, bibliotekarki z Wadlewa
- 80 milionów (2011) jako cinkciarz Lech
- Wyjazd integracyjny (2011) jako Norweg
- Róża (2011) jako Woźniak
- Galeria (2012) jako więzień Partyzant
- Pokłosie (2012) jako drwal
- Errata (2012) jako Kośiński
- Drogówka (2013) jako Maślanka, zatrzymany kierowca
- Śliwowica (2013) jako Roman Kłosek
- Chce się żyć (2013) jako uzdrowiciel
- Flora i Fauna (2013) jak Jan Malec
- Syberiada polska (2013) jako Połamaniec
- Sąsiady (2014) jako właściciel syrenki
- Antyterapia (2014) jako Czesław
- Biegnij, chłopcze, biegnij (2014) jako rybak
- Pod Mocnym Aniołem (2014) jako Przodownik
- Ziarno prawdy (2015) jako Gąsiorowski
- Wołyń (2016) jako Hawryluk
- Na bank się uda (2019) jako „Chudy”
- Malowany ptak (2019) jako „Lekh”
- Inni ludzie (2021) jako „Menel”
- Wielka woda (2022) jako Korzun
- Delegacja (2023) jako Paweł

### Gościnnie
- Klan (1997) jako brat pani Skupińskiej
- Boża podszewka (1997) jako Szumiata
- Miodowe lata (1998) jako komisarz (odc. 2)
- Pierwszy milion (1999) jako człowiek „Sztaby”
- Świat według Kiepskich (2000) jako borowiec (odc. 43)
- Wszystkie pieniądze świata (1999) jako Werkschutz
- Plebania (2000–2006) jako Kazimierz Jaskuła
- Sukces (2000) jako Karol Ostrobramski, naczelnik więzienia
- Marszałek Piłsudski (2001) jako pacjent szpitala psychiatrycznego
- Przedwiośnie (2002) jako recepcjonista w Hotelu Europejskim
- Na Wspólnej (2003) jako malarz Jacek
- Wiedźmy (2005) jako Stasiek Waliszewski
- Zakręcone (2005) jako Wiktor
- Niania odc. 15 (2005) jako właściciel lombardu
- Egzamin z życia (2005–2007) jako Henryk Unger, ojciec Tatiany
- Ranczo (2006) jako przechodzień
- I kto tu rządzi? (2007) jako kamerdyner Alfred (odc. 16)
- Świat według Kiepskich (2008) jako Zdzisiek (odc. 305)
- Ojciec Mateusz (2009) jako artysta malarz (odc. 11)
- Londyńczycy 2 (2009) jako Besiak (odc. 10)
- Czas honoru (2009) jako dozorca Józef (odc. 14)
- Świat według Kiepskich (2009) jako kominiarz (odc. 313)
- Szpilki na Giewoncie (2010) jako właściciel zakładu pogrzebowego
- Ratownicy (2010) jako majster (odc. 9)
- 1920. Wojna i miłość (2010) jako Sołomin (odc. 2)
- Świat według Kiepskich (2010) jako ksiądz z Ziarna (odc. 329)
- Świat według Kiepskich (2010) jako chłop (odc. 345)
- Świat według Kiepskich (2010) jako Kupałow (odc. 349)
- Głęboka woda (2011) jako znajomy Jacka Wrzesińskiego (odc. 3)
- Aida (2011) jako bezdomny (odc.7)
- Komisarz Alex (2011) jako Szymon, pacjent szpitala psychiatrycznego (odc. 35)
- Ojciec Mateusz (2013) jako laweciarz (odc. 119)
- Szpiedzy w Warszawie (2013) jako odźwierny (odc. 1)
- Blondynka (2014) jako staruch
- Świat według Kiepskich (2016) jako Frankenstein (odc. 495)
- Świat według Kiepskich (2020) jako króla (odc. 553)[8]
- Gang Zielonej Rękawiczki – uzdrowiciel Wojciech (odc. 6)
- Korona królów. Jagiellonowie (2023- 2024) jako guślarz Krywe (odc.124,170,171,198,216,219)
- Królowie (2025) jako guślarz Krywe